# Maksymilian Gierymski

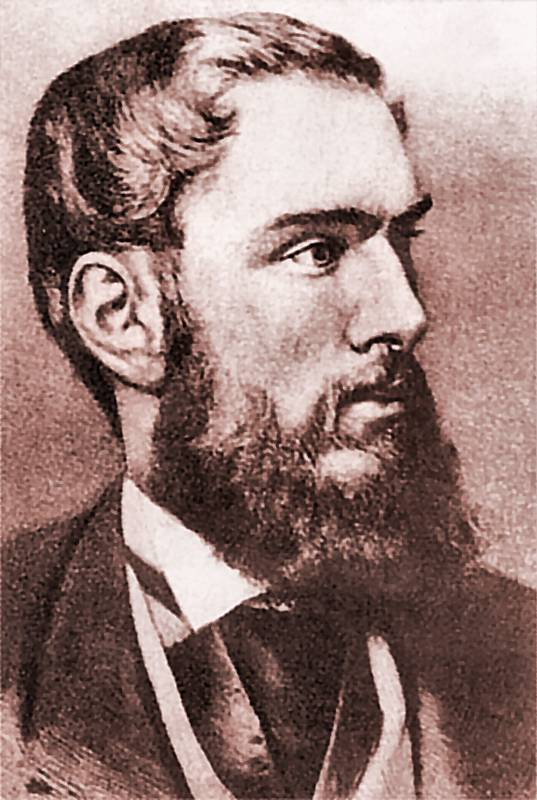
Maksymilian Gierymski

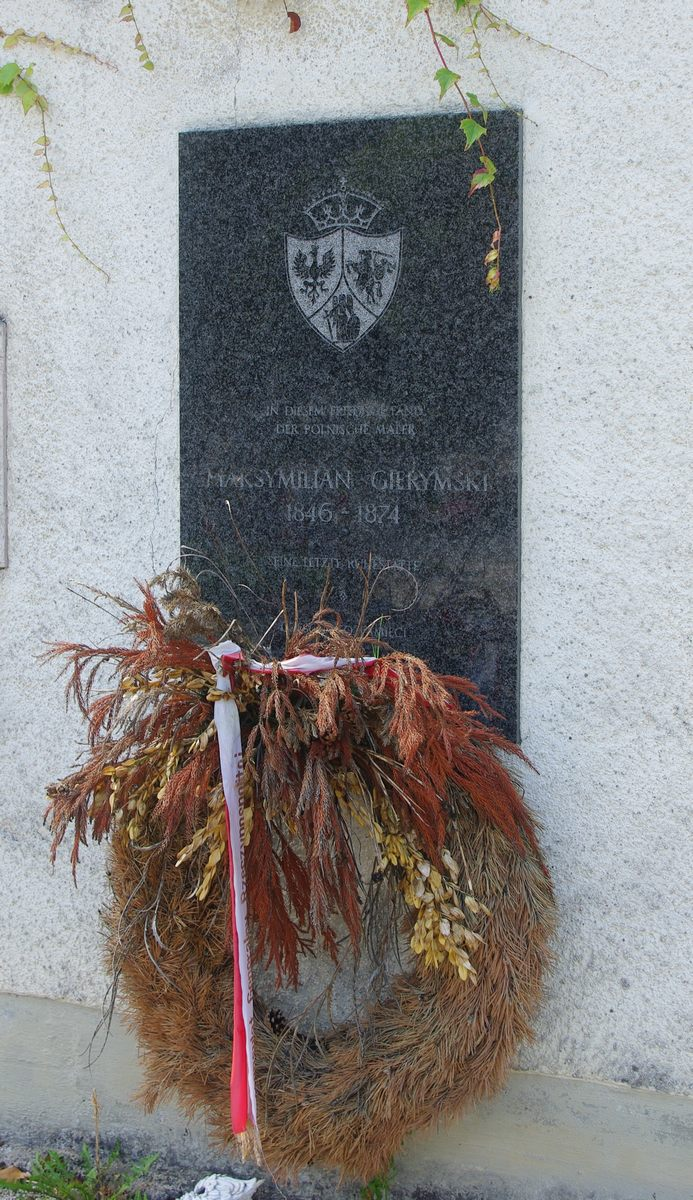
Gedenktafel auf dem Friedhof St. Zeno in Bad Reichenhall

Maksymilian Dionizy Gierymski (* 15. Oktober 1846 in Warschau; † 16. September 1874 in Reichenhall), Künstlername Maximilian Gierymski, war ein polnischer Maler und Zeichner des Naturalismus und Realismus.

## Leben und Werk
Gierymski war ein Sohn eines Verwaltungsbeamten beim Militär. Sein Vater schickte ihn zunächst auf das Institut für Polytechnik, Landwirtschafts- und Forstwesen in Puławy, wo er Mechanik studieren und die Ausbildung anschließend an der Mathematisch-Physikalischen Fakultät der Hochschule in Warschau fortsetzen sollte. Er beteiligte sich 1863 am polnischen Januaraufstand und diente dort bis Januar 1864 als Offizier bei den nationalen Truppen. Nach Warschau zurückgekehrt, wurde er ein Schüler von Rafał Hadziewicz und wurde von Juliusz Kossak künstlerisch beraten. Er bezog nach dem Frieden die Universität Warschau und wandte sich der Musik zu. Auf Veranlassung des russischen Statthalters und Oberbefehlshabers in Warschau, General Graf Berg und mit einem Stipendium der Regierung versehen, wechselte er zur Malerei und schrieb sich am 7. Juli 1867 an der Kunstakademie in München in die Antikenklasse ein. Seine dortigen Lehrer waren unter anderem Alexander Strähuber, Arthur Georg von Ramberg, Alexander von Wagner. Er erhielt zudem Unterweisungen im Privatatelier von Franz Adam und blieb zunächst in München, wo er sich 1868 ein Atelier angemietet hatte. Zunächst versuchte er sich als Genremaler, doch durch den Einfluss von Eduard Schleich d. Ä. verlegte er sich auf die Behandlung landschaftlicher Motive mit größerer Staffage und zumeist melancholischer Stimmung. Er konzentrierte sich auf das Soldatengenre in Verbindung mit reich entwickelter Landschaft und fertigte mehrere Gemälde mit Figuren im Kostüm des 18. Jahrhunderts und avancierte zu einem führenden Künstler der Münchner Naturalistenschule. Er schuf zahlreiche romantische Gemälde mit Darstellungen seiner polnischen Heimat. In den Jahren 1870 bis 1873 reiste er mehrmals nach Warschau und besuchte zwischen 1873 und 1874 für mehrere Monate seinen jüngeren Bruder Aleksander Ignacy Gierymski in Rom und unternahm von dort aus Reisen nach Verona und Venedig. Zum Auskurieren einer schweren Lungenkrankheit, die er sich im Dezember 1872 bei seiner letzten Reise in die Heimat beim Malen einer Winterlandschaft zugezogen hatte, hielt er sich im Frühjahr 1873 in Meran und im Sommer 1873 in Bad Reichenhall auf. Zuletzt reiste er im Winter 1873/1874 nochmals nach Rom, musste die Reise jedoch aufgrund der gesundheitlichen Probleme abbrechen und kehrte nach Reichenhall zurück, wo er starb.

## Ehrungen/Mitgliedschaften
- 1869: Mitglied des Münchner Kunstvereins
- 1872: kleine goldene Medaille
- 1873: Goldmedaille auf der Weltausstellung in Wien
- 1874: kurz vor seinem Tod, die Ehrenmitglied der Akademie der Künste in Berlin

## Werke (Auswahl)
Berühmt waren seine Rokoko-Jagdszenen, die u. a. in der Alten Nationalgalerie in Berlin sowie im Philadelphia Museum of Art vertreten sind. Seit 1867 war er als Illustrator er für die Warschauer Zeitschriften Tygodnik Ilustrowany und Kłosy tätig und ab 1868 auch für den Münchener Bilderbogen. Zahlreiche seiner Bilder gingen im Zweiten Weltkrieg verloren. Bereits 1868 mietete Gierymski ein eigenes Atelier und malte auch mit dem berühmten Schlachtenmaler Franco Adam. Nach der ersten Ausstellung, zu der er seinen „Abend“ und „Duel Tarła“ schickte, beginnt eine Zeit des Erfolgs. Max‘ Gemälde – vor allem Szenen aus dem 18. Jahrhundert, Parforcejagden, Duelle mit perfekt bemalten Pferden, von deutschen Kritikern ausgezeichnet und auf Ausstellungen ausgezeichnet – wurden von wohlhabenden Engländern eifrig gekauft.
- Kubanische Kosaken-Attacke, um 1867/1868 (Schlachtengemälde, unter Anleitung von Alexander von Wagner)
- Polnische Spinnstube, um 1869 (Genremalerei, im Atelier von Franz Adam gefertigt)
- Heimkehr des Herr Thaddaeus (Szene aus Adam Mickiewiczs Pan Tadeusz)
- Unglück auf der Reise – Achsenbruch des Postwagens, um 1870
- Zigeunerlagerszenen
- Die Nacht, um 1873, Öl auf Leinwand, 46 × 80 cm. Warschau, Muzeum Narodowe.
- Landschaft im Sonnenaufgang, 1869, Öl auf Holz, 28 × 37 cm. Warschau, Muzeum Narodowe (verschollen).
- Warschauer Weichselufer-Landschaft mit Kaftanjuden beim Neujahrsgebet 1872
- Rückkehr von der Jagd, 1872, Öl auf Leinwand, 66 × 117 cm. Warschau, Muzeum Narodowe.
- Winter in einer Kleinstadt, 1872, Öl auf Leinwand, 76 × 128 cm. Ehemals: Krakau, Muzeum Narodowe.
- Hirschjagd parforce mit Figuren in Kostümen aus dem 18. Jahrhundert oder Pearforcejagd im vorigen Jahrhundert, 1874, sein Letztes Werk, für das er die Ehrenmitgliedschaft der Berliner Akademie erhielt

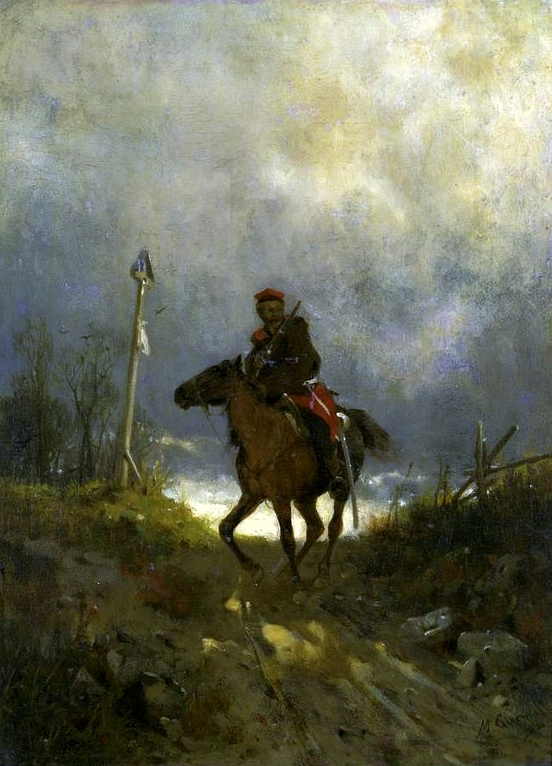
Reiter 1863

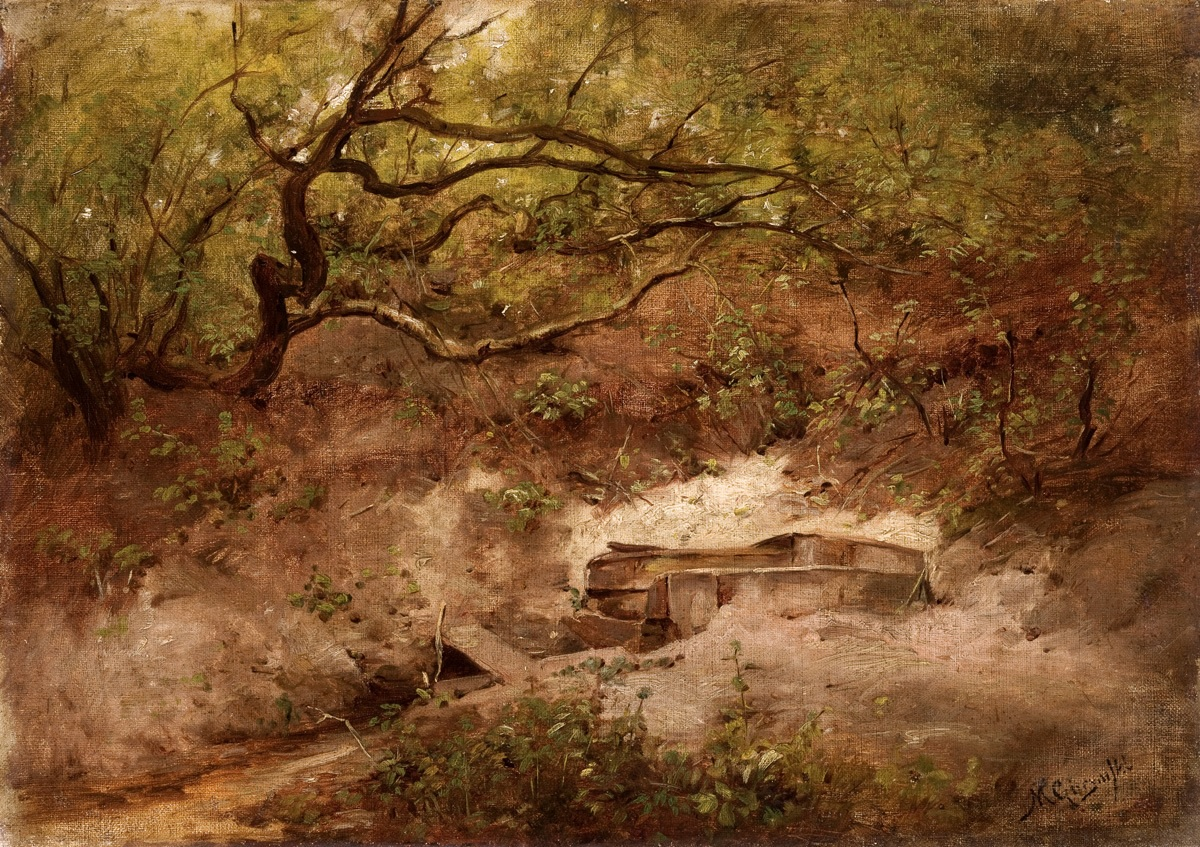
Landschaft
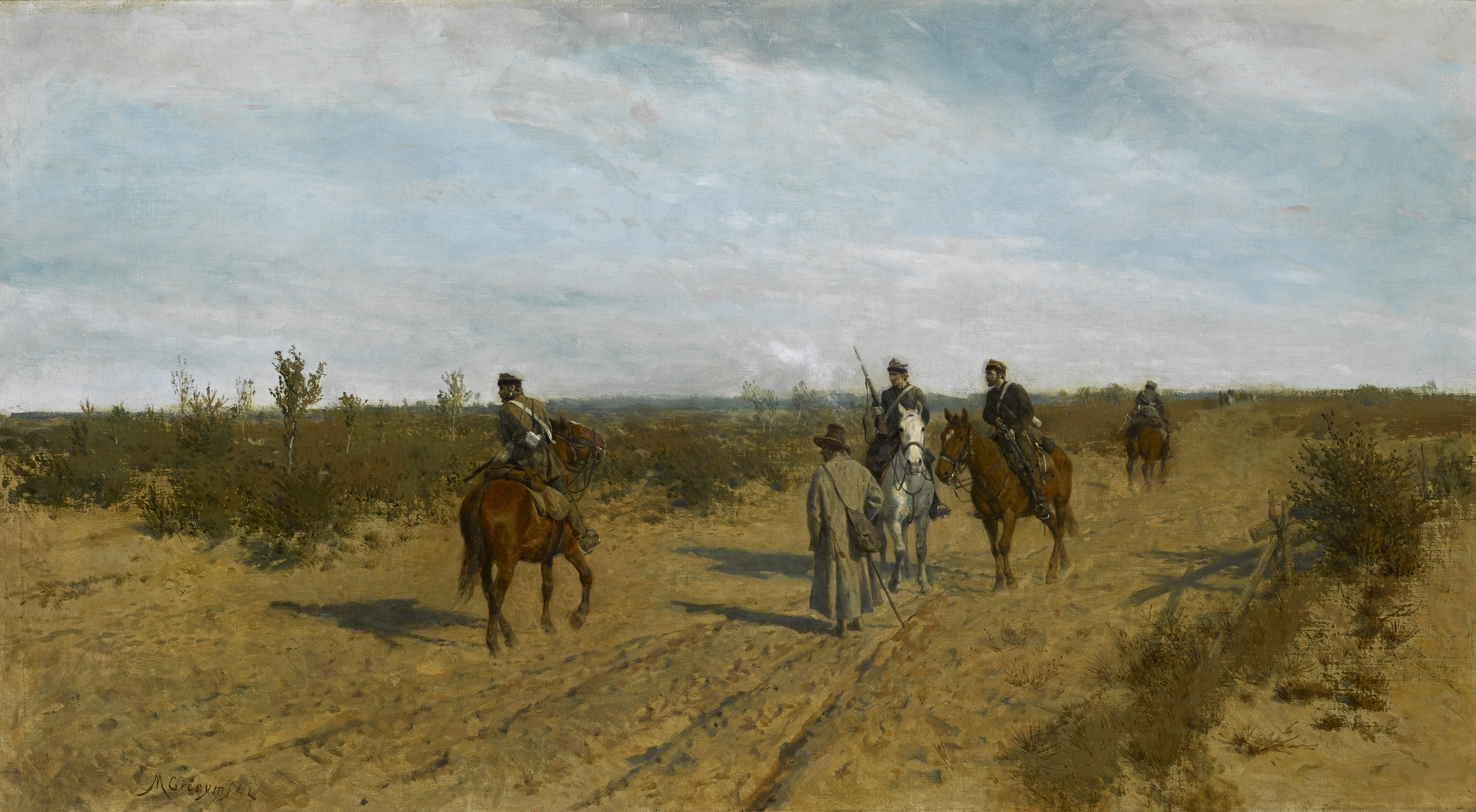
Streife
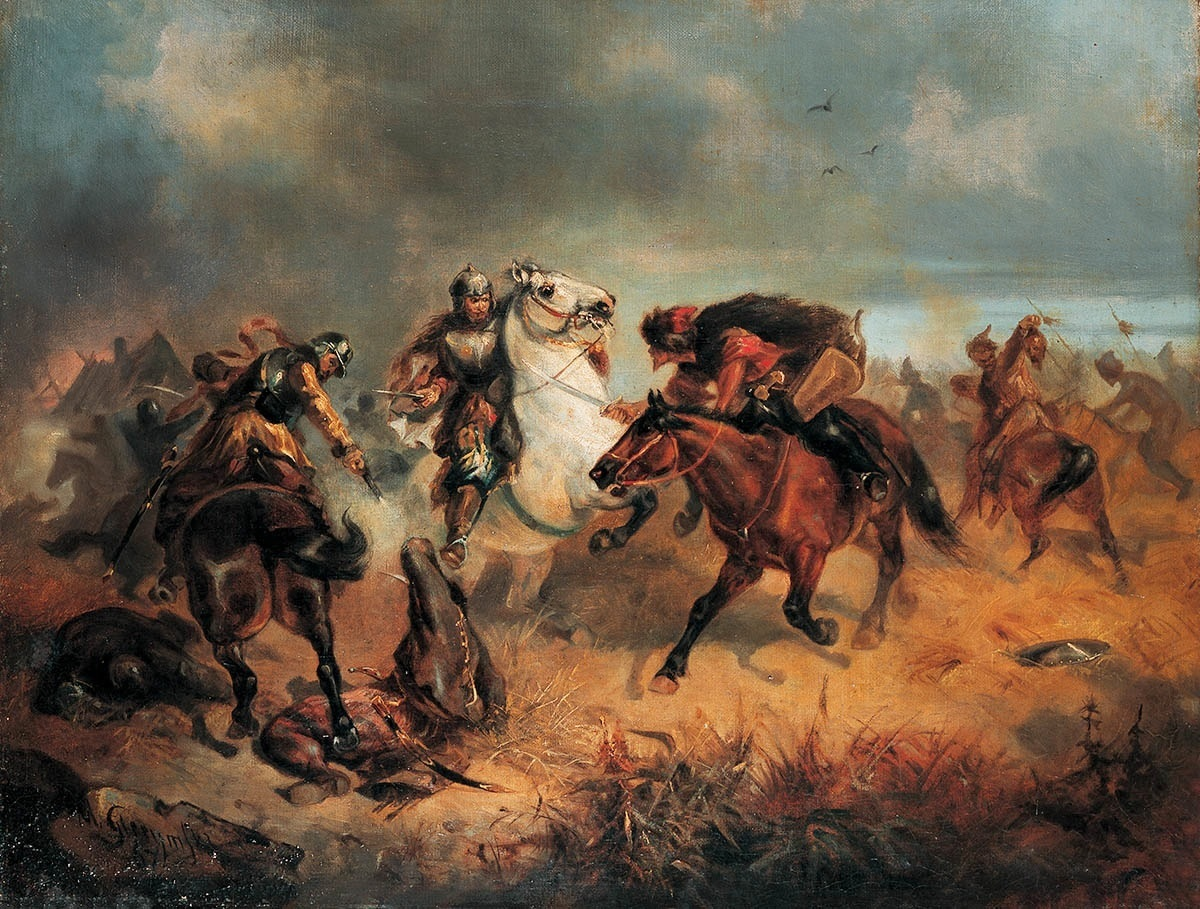
Tataren
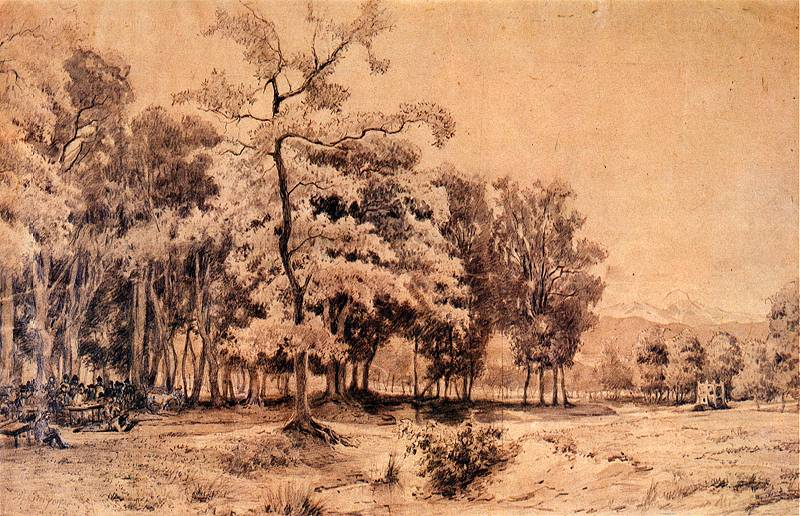
Landschaft
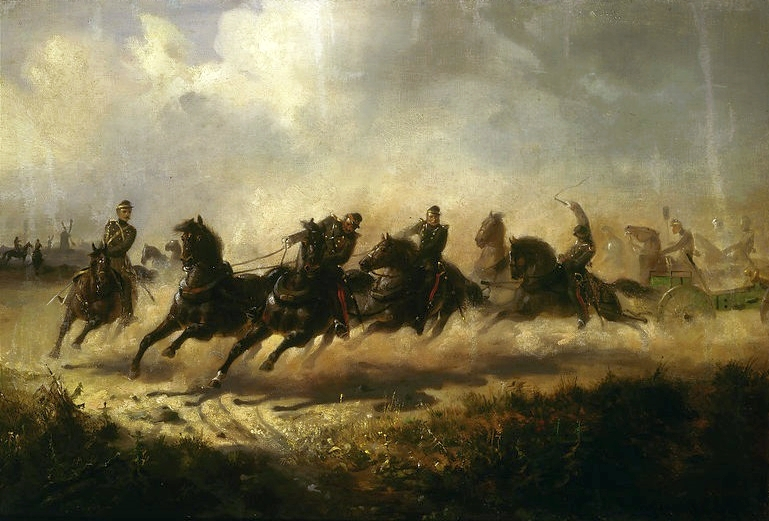
Reitende Artillerie